# Vipera monticola
Vipera monticola — вид отруйної змії родини гадюкові (Viperidae).

## Опис
Це дрібний вид, що сягає максимальної довжини 40 см.

## Поширення
Поширена гадюка лише у горах Високий Атлас у Марокко на висоті від 2500 до 3900 м.